# Calcio Padova 2011-2012
Questa voce raccoglie le informazioni riguardanti il Calcio Padova nelle competizioni ufficiali della stagione 2011-2012.

## Stagione
La stagione inizia con la conferma del duo Foschi-Dal Canto, che dopo l'ottima stagione appena conclusa, rinforzano la squadra portando all'ombra del Santo giocatori come Omar Milanetto, Ivan Pelizzoli, Michele Marcolini, Daniele Cacia e il giovane portiere Mattia Perin. Dopo un buon inizio dove nelle prime sette giornate la squadra totalizza 17 punti su 21, senza mai perdere, i biancoscudati iniziano a inanellare una serie di risultati insoddisfacenti (4 vittorie, 4 sconfitte e 2 pareggi tra l'8ª giornata e la 17ª giornata) che culmineranno nella famigerata partita della 18ª giornata contro il Torino sospesa al 76' per un guasto all'impianto di illuminazione sul risultato di 1-0 in favore dei biancoscudati. Dopo il recupero del 14 dicembre che sancisce il risultato di 1-0, si susseguiranno una serie di ricorsi e controricorsi, che determinano dapprima un 3-0 in favore del Torino, poi nell'1-0 in favore del Padova. Successivamente, dopo un mercato invernale sterile in cui l'unico rinforzo è Simone Bentivoglio e dove viene assunto Luca Baraldi come collaboratore del presidente, la stagione del Padova è un continuo calare, che conosce il suo punto più basso nella sconfitta in casa per 0-6 contro il Pescara di Zeman. I biancoscudati dicono addio al sogno della Serie A il 20 maggio 2012 dopo aver perso 3-0 fuori casa contro la Nocerina e concludono la stagione al settimo posto.

## Divise e sponsor
Lo sponsor tecnico per la stagione 2011-2012 è Joma, mentre gli sponsor ufficiali sono Famila e Cassa di Risparmio del Veneto. La divisa è una maglia bianca con scudo, pantaloncini bianchi e calzettoni bianchi. La divisa di riserva è gialla sempre con lo con scudo, mentre la terza divisa è una maglia nera con pantaloncini neri e calzettoni neri.
| Casa | Trasferta | Terza divisa |

## Organigramma societario
Dal sito internet ufficiale della società.
Consiglio di Amministrazione
- Presidente: Marcello Cestaro
- Vice Presidenti: Barbara Carron, Francesco Peghin, Alberto Pilotto
- Consiglieri: Alberto Bertani, Antonio Leonardo Cetera, Fabio Cremonese, Gian Aldo de Pieri, Michele Poletto
- Amministratore delegato: Gianluca Sottovia

Area organizzativa
- Segretario Sportivo: Simone Marconato
- Amministrazione: Benedetto Facchinato
- Segreteria: Antonella Segala

Area comunicazione
- Direttore Comunicazione e Relazioni Esterne: Gianni Potti
- Ufficio Stampa e web: Massimo Candotti
- Ufficio marketing: Matteo Salvadego

Area tecnica
- Direttore sportivo: Rino Foschi
- Collaboratore tecnico: Ivone De Franceschi
- Responsabile osservatori: Federico Crovari
- Team Manager: Dino Bellini
- Allenatore: Alessandro Dal Canto
- Allenatore in seconda: Daniele Pasa
- Preparatore atletico: Fabio Munzone
- Preparatore dei portieri: Giorgio Sterchele
- Collaboratore prima squadra: Vanni Berlese

Area medica
- Responsabile: Patrizio Sarto
- Medico: Gino Nassuato
- Medico Fisiatra: Renato Villaminar
- Fisioterapisti: Daniele Bresciani, Ivone Michelini
- Preparatore atletico recupero infortunati: Maurizio Ballò

## Rosa
La rosa e la numerazione sono aggiornate al 26 gennaio 2012. Sono in corsivo i giocatori che hanno lasciato la società durante la stagione.

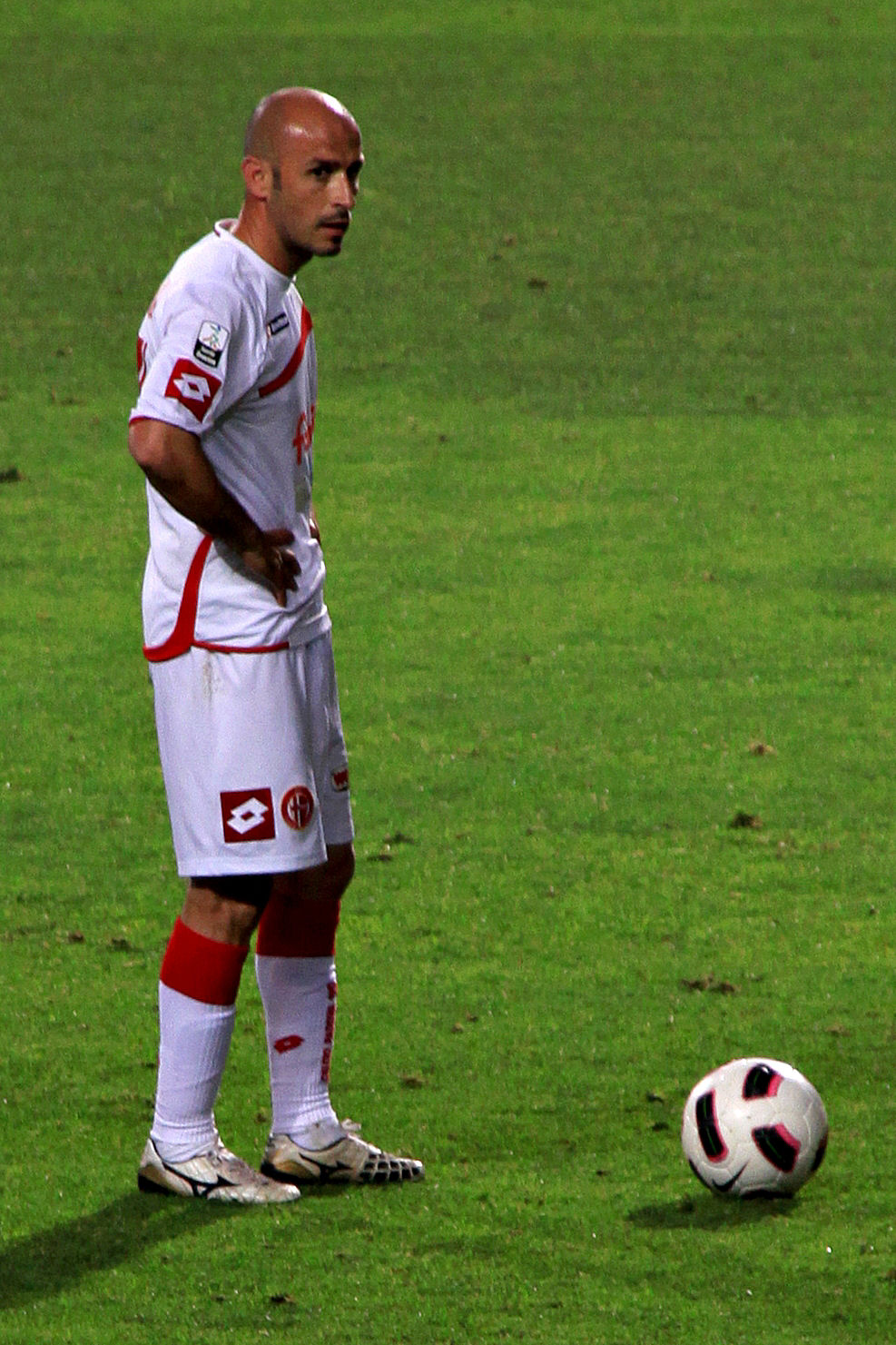
Vincenzo Italiano, capitano del Padova anche per la stagione 2011-2012.

| N. |                      | Ruolo | Calciatore                  |
| -- | -------------------- | ----- | --------------------------- |
| 5  | Italia (bandiera)    | A     | Ivan Pogasiy                |
| 5  | Italia (bandiera)    | D     | Giulio Donati               |
| 3  | Italia (bandiera)    | D     | Michele Franco              |
| 4  | Finlandia (bandiera) | D     | Jonas Portin                |
| 5  | Brasile (bandiera)   | C     | Bruno Leonardo Vicente      |
| 5  | Italia (bandiera)    | C     | Simone Bentivoglio          |
| 6  | Italia (bandiera)    | D     | Trevor Trevisan             |
| 7  | Italia (bandiera)    | C     | Michele Marcolini           |
| 8  | Italia (bandiera)    | C     | Andrea Bovo (vice-capitano) |
| 9  | Svezia (bandiera)    | A     | Linus Hallenius             |
| 10 | Italia (bandiera)    | A     | Antonio Di Nardo            |
| 10 | Italia (bandiera)    | A     | Daniele Cacia               |
| 11 | Italia (bandiera)    | A     | Aniello Cutolo              |
| 12 | Italia (bandiera)    | P     | Daniele Ruffato             |
| 13 | Italia (bandiera)    | D     | Elia Legati                 |
| 14 | Italia (bandiera)    | D     | Raffaele Schiavi            |

| N. |                      | Ruolo | Calciatore                   |
| -- | -------------------- | ----- | ---------------------------- |
| 19 | Italia (bandiera)    | D     | Gianluca Giovannini          |
| 19 | Italia (bandiera)    | A     | Davide Succi                 |
| 20 | Nigeria (bandiera)   | C     | Wilfred Osuji                |
| 22 | Italia (bandiera)    | P     | Ivan Pelizzoli               |
| 23 | Slovenia (bandiera)  | A     | Dejan Lazarević              |
| 27 | Italia (bandiera)    | C     | Marco Gallozzi               |
| 28 | Italia (bandiera)    | A     | Francesco Ruopolo            |
| 29 | Slovenia (bandiera)  | A     | Enej Jelenič                 |
| 33 | Italia (bandiera)    | D     | Francesco Renzetti           |
| 45 | Francia (bandiera)   | A     | Ousmane Dramé                |
| 70 | Italia (bandiera)    | C     | Omar Milanetto               |
| 73 | Italia (bandiera)    | P     | Mattia Perin                 |
| 77 | Italia (bandiera)    | C     | Vincenzo Italiano (capitano) |
| 84 | Italia (bandiera)    | C     | William Jidayi               |
| 88 | Argentina (bandiera) | C     | Matías Cuffa                 |

## Calciomercato
Aggiornato al 31 agosto 2011

### Sessione estiva(dall'1/7 al 31/8)
| Acquisti | Acquisti            | Acquisti        | Acquisti              |
| R.       | Nome                | da              | Modalità              |
| -------- | ------------------- | --------------- | --------------------- |
| P        | Ivan Pelizzoli      | svincolato      |                       |
| P        | Mattia Perin        | Genoa           | riscatto comproprietà |
| D        | Giulio Donati       | Inter           | riscatto comproprietà |
| D        | Michele Franco      | Como            | definitivo            |
| D        | Antonello Gianmarco | Giorgione       | definitivo            |
| D        | Gianluca Giovannini | Foligno         | fine prestito         |
| D        | Elia Legati         | Milan           | definitivo            |
| D        | Marco Petrassi      | Gela            | fine prestito         |
| D        | Jonas Portin        | Ascoli          | definitivo            |
| D        | Raffaele Schiavi    | Parma           | riscatto comproprietà |
| C        | Riccardo De Biasi   | Montebelluna    | definitivo            |
| C        | Marco Gallozzi      | Foligno         | definitivo            |
| C        | Marc Lewandowski    | Ascoli          | fine prestito         |
| C        | Ludovico Longato    | Noventa         | prestito              |
| C        | Michele Marcolini   | svincolato      |                       |
| C        | Omar Milanetto      | Genoa           | definitivo            |
| C        | Wilfred Osuji       | Milan           | comproprietà          |
| C        | Diego Simoes        | Carpi           | fine prestito         |
| A        | Daniele Cacia       | Lecce           | prestito              |
| A        | Aniello Cutolo      | Crotone         | comproprietà          |
| A        | Davide De Martin    | Vittorio Falmec | definitivo            |
| A        | Alberto Filippini   | Como            | fine prestito         |
| A        | Linus Hallenius     | Genoa           | prestito              |
| A        | Enej Jelenič        | Genoa           | comproprietà          |
| A        | Dejan Lazarević     | Genoa           | comproprietà          |
| A        | Jerry Mbakogu       | Juve Stabia     | fine prestito         |
| A        | Andrea Raimondi     | Juve Stabia     | fine prestito         |
| A        | Francesco Ruopolo   | Atalanta        | definitivo            |
| A        | Davide Succi        | Palermo         | prestito              |
| A        | Daniele Vantaggiato | Parma           | definitivo            |
| A        | Alex Zanetti        | Montebelluna    | prestito              |

| Cessioni | Cessioni                | Cessioni      | Cessioni              |
| R.       | Nome                    | a             | Modalità              |
| -------- | ----------------------- | ------------- | --------------------- |
| P        | Federico Agliardi       | Bologna       | definitivo            |
| P        | Giacomo Fantin          | Sangiovannese | definitivo            |
| P        | Andrea Menegon          | svincolato    |                       |
| D        | Andrea Boscaro          | Monza         | prestito              |
| D        | Daniel Cappelletti      | Palermo       | fine prestito         |
| D        | César                   | svincolato    |                       |
| D        | José Ángel Crespo       | Bologna       | definitivo            |
| D        | Eugenio Giannetti       | Inter         | prestito              |
| D        | Gianluca Giovannini     | Ascoli        | definitivo            |
| D        | Nicola Maniero          | Bassano       | prestito              |
| C        | Davide Di Gennaro       | Milan         | fine prestito         |
| C        | Stephan El Shaarawy     | Genoa         | fine prestito         |
| C        | Marco Gallozzi          | Chievo        | prestito              |
| C        | Xavier Hochstrasser     | Young Boys    | fine prestito         |
| C        | Marc Lewandowski        | Como          | definitivo            |
| C        | Matteo Mazzetto         | Vibonese      | definitivo            |
| C        | Ronaldo Pompeu Da Silva | svincolato    |                       |
| C        | Bruno Leonardo Vicente  | Como          | prestito              |
| C        | Nicolas Zane            | Poggibonsi    | definitivo            |
| A        | Matteo Ardemagni        | Atalanta      | fine prestito         |
| A        | Antonio Di Nardo        | Cittadella    | definitivo            |
| A        | Alberto Filippini       | Como          | definitivo            |
| A        | Jerry Mbakogu           | Juve Stabia   | riscatto comproprietà |
| A        | Marcos Ariel de Paula   | Chievo        | fine prestito         |
| A        | Andrea Rabito           | svincolato    |                       |
| A        | Andrea Raimondi         | Juve Stabia   | riscatto comproprietà |
| A        | Davide Succi            | Palermo       | fine prestito         |
| A        | Daniele Vantaggiato     | Bologna       | prestito              |

### Sessione invernale(dal 3/1 al 31/1)
| Acquisti | Acquisti             | Acquisti       | Acquisti                         |
| R.       | Nome                 | da             | Modalità                         |
| -------- | -------------------- | -------------- | -------------------------------- |
| C        | Simone Bentivoglio   | Chievo         | prestito con diritto di riscatto |
| C        | Marco Gallozzi       | Chievo         | fine prestito                    |
| C        | Davide Gramacci      | Sambenedettese | fine prestito                    |
| C        | Gianmarco Scultz     | Este           | fine prestito                    |
| A        | Manuel Trento Rogano | Croz Zai       | definitivo                       |
| A        | Filippo Talato       | Montichiari    | fine prestito                    |

| Cessioni | Cessioni        | Cessioni | Cessioni                         |
| R.       | Nome            | a        | Modalità                         |
| -------- | --------------- | -------- | -------------------------------- |
| C        | Davide Gramacci | Astrea   | prestito                         |
| C        | Marco Gallozzi  | Empoli   | prestito con diritto di riscatto |
| A        | Filippo Talato  | Monza    | prestito                         |

## Risultati

### Serie B

#### Girone di andata
| Arbitro: | Pinzani (Empoli) |

|                         |           |                           |
| Bertani 42’ Palombo 52’ | Marcatori | 46’ Milanetto 67’ Schiavi |

| Arbitro: | Baracani (Firenze) |

|           |           |  |
| Dramé 11’ | Marcatori |  |

| Arbitro: | Tozzi (Ostia Lido) |

|                |           |                                 |
| Gasparetto 22’ | Marcatori | 18’, 68’ Cuffa 43’, 82’ Ruopolo |

| Arbitro: | Massa (Imperia) |

|              |           |  |
| Trevisan 17’ | Marcatori |  |

| Arbitro: | Ciampi (Roma) |

|                            |           |                      |
| Russo 22’ D'Alessandro 35’ | Marcatori | 29’ Cutolo 53’ Cacia |

| Arbitro: | Merchiori (Ferrara) |

|                        |           |  |
| Cacia 74’ Italiano 80’ | Marcatori |  |

| Arbitro: | Tozzi (Ostia Lido) |

|                       |           |                                               |
| Tavano 9’ Ficagna 82’ | Marcatori | 12’ Portin 24’ Cacia 69’ Milanetto 71’ Cutolo |

| Arbitro: | Giancola (Vasto) |

|                  |           |  |
| Cocco 43’ (rig.) | Marcatori |  |

| Arbitro: | Velotto (Grosseto) |

|                 |           |              |
| Cutolo 31’, 71’ | Marcatori | 38’ Jonathas |

| Arbitro: | Baracani (Firenze) |

|                                              |           |  |
| Cacciatore 48’ Cellini 84’ (rig.) Kurtić 85’ | Marcatori |  |

| Arbitro: | Ostinelli (Como) |

|                        |           |                       |
| Legati 33’ Cacia 90+1’ | Marcatori | 90’ (rig.) Abbruscato |

| Arbitro: | Cervellera (Taranto) |

|                          |           |           |
| Caetano 33’ Florenzi 40’ | Marcatori | 52’ Cacia |

| Arbitro: | Giacomelli (Trieste) |

|            |           |  |
| Cutolo 18’ | Marcatori |  |

| Arbitro: | Nasca (Bari) |

|                               |           |                     |
| Cacia 38’ Italiano 58’ (rig.) | Marcatori | 50’ Mbakogu 77’ Sau |

| Arbitro: | Massa (Imperia) |

|             |           |                |
| Insigne 61’ | Marcatori | 90+2’ Trevisan |

| Arbitro: | Pinzani (Empoli) |

|  |           |                    |
|  | Marcatori | 9’ (rig.) Sforzini |

| Arbitro: | Ciampi (Roma) |

|  |           |           |
|  | Marcatori | 52’ Osuji |

| Arbitro: | Calvarese (Teramo) |

|             |           |  |
| Ruopolo 50’ | Marcatori |  |

| Arbitro: | Velotto (Grosseto) |

|               |           |  |
| Graffiedi 42’ | Marcatori |  |

| Arbitro: | Cervellera (Taranto) |

|                                    |           |                   |
| Marcolini 17’ Milanetto 57’ (rig.) | Marcatori | 15’, 59’ Plasmati |

| Arbitro: | Giacomelli (Trieste) |

|  |           |                            |
|  | Marcatori | 79’ Lazarević 90+4’ Cutolo |

#### Girone di ritorno
| Arbitro: | Ciampi (Roma) |

|          |           |                       |
| Bovo 62’ | Marcatori | 18’ Pozzi 56’ Bertani |

| Arbitro: | Candussio (Cervignano del Friuli) |

|             |           |                                          |
| Viola 45+2’ | Marcatori | 27’, 71’ Ruopolo 45’ Cuffa 80’ Hallenius |

| Arbitro: | Baracani (Firenze) |

|              |           |  |
| Trevisan 84’ | Marcatori |  |

| Arbitro: | Calvarese (Teramo) |

|                           |           |  |
| Stoian 7’ Caputo 55’, 58’ | Marcatori |  |

| Padova 4 febbraio 2012, ore 15:00 CET 26ª giornata | Padova           | 0 – 0 referto | Verona | Stadio Euganeo (10.997 spett.)\| Arbitro: \| Ostinelli (Como) \| |
| Arbitro:                                           | Ostinelli (Como) |               |        |                                                                  |

| Arbitro: | Tozzi (Ostia Lido) |

|                                     |           |            |
| Di Gennaro 73’ (rig.) Ardemagni 81’ | Marcatori | 33’ Legati |

| Arbitro: | Di Bello (Brindisi) |

|           |           |               |
| Cuffa 38’ | Marcatori | 10’ Maccarone |

| Arbitro: | Cervellera (Taranto) |

|                               |           |                              |
| Bovo 5’ Ruopolo 30’ Cacia 63’ | Marcatori | 13’ (rig.), 79’ (rig.) Cocco |

| Arbitro: | Candussio (Cervignano del Friuli) |

|                |           |                                     |
| El Kaddouri 2’ | Marcatori | 7’ (aut.) Martina Rini 14’ Trevisan |

| Arbitro: | Calvarese (Teramo) |

|             |           |             |
| Ruopolo 36’ | Marcatori | 90’ De Luca |

| Arbitro: | Pinzani (Empoli) |

|  |           |           |
|  | Marcatori | 13’ Succi |

| Arbitro: | Velotto (Grosseto) |

|            |           |                   |
| Cutolo 62’ | Marcatori | 15’, 22’ Florenzi |

| Arbitro: | Ciampi (Roma) |

|              |           |               |
| Salviato 42’ | Marcatori | 31’, 46’ Bovo |

| Arbitro: | Palazzino (Ciampino) |

|                       |           |  |
| Sau 80’ (rig.), 90+4’ | Marcatori |  |

| Arbitro: | Giacomelli (Trieste) |

|  |           |                                                                    |
|  | Marcatori | 38’ (rig.), 83’ Immobile 53’, 57’ Insigne 69’ Nielsen 85’ Cascione |

| Arbitro: | Nasca (Bari) |

|                   |           |               |
| Sforzini 52’, 54’ | Marcatori | 4’, 36’ Cacia |

| Arbitro: | Giancola (Vasto) |

|  |           |                              |
|  | Marcatori | 62’ Valeri 90+4’ Troianiello |

| Arbitro: | Ostinelli (Como) |

|                                            |           |           |
| Meggiorini 12’ Di Cesare 53’ Antenucci 87’ | Marcatori | 58’ Cacia |

| Arbitro: | Irrati (Pistoia) |

|                                  |           |  |
| Schiavi 17’ Cacia 62’ Cutolo 89’ | Marcatori |  |

| Arbitro: | Ciampi (Roma) |

|                            |           |  |
| Catania 9’ Merino 23’, 45’ | Marcatori |  |

| Arbitro: | Candussio (Cervignano del Friuli) |

|  |           |                           |
|  | Marcatori | 31’ Pasqualini 40’ Soncin |

### Coppa Italia
| Arbitro: | Giacomelli (Trieste) |

|                                          |           |                         |
| Legati 14’ Lazarević 26’ Cutolo 28’, 85’ | Marcatori | 27’ Memushaj 49’ Concas |

| Arbitro: | Rocchi (Firenze) |

|                                 |           |                    |
| Portanova 68’ Della Rocca 90+4’ | Marcatori | 2’ (rig.) Italiano |

## Statistiche
Statistiche aggiornate al 31 gennaio 2012

### Statistiche di squadra
| Competizione | Punti | In casa | In casa | In casa | In casa | In casa | In casa | In trasferta | In trasferta | In trasferta | In trasferta | In trasferta | In trasferta | Totale | Totale | Totale | Totale | Totale | Totale | DR  |
| Competizione | Punti | G       | V       | N       | P       | Gf      | Gs      | G            | V            | N            | P            | Gf           | Gs           | G      | V      | N      | P      | Gf     | Gs     | DR  |
| ------------ | ----- | ------- | ------- | ------- | ------- | ------- | ------- | ------------ | ------------ | ------------ | ------------ | ------------ | ------------ | ------ | ------ | ------ | ------ | ------ | ------ | --- |
| Serie B      | 44    | 12      | 8       | 2       | 2       | 16      | 9       | 13           | 5            | 3            | 5            | 22           | 9            | 25     | 13     | 5      | 7      | 38     | 28     | +10 |
| Coppa Italia | -     | 1       | 1       | 0       | 0       | 4       | 2       | 1            | 0            | 0            | 0            | 1            | 2            | 2      | 1      | 0      | 1      | 5      | 3      | +2  |
| Totale       | -     | 13      | 9       | 2       | 2       | 20      | 11      | 14           | 5            | 3            | 5            | 23           | 11           | 27     | 14     | 5      | 8      | 43     | 31     | +12 |

### Statistiche dei giocatori
| Giocatore      | Serie B  | Serie B | Serie B     | Serie B    | Coppa Italia | Coppa Italia | Coppa Italia | Coppa Italia | Totale   | Totale | Totale      | Totale     |
| Giocatore      | Presenze | Reti    | Ammonizioni | Espulsioni | Presenze     | Reti         | Ammonizioni  | Espulsioni   | Presenze | Reti   | Ammonizioni | Espulsioni |
| -------------- | -------- | ------- | ----------- | ---------- | ------------ | ------------ | ------------ | ------------ | -------- | ------ | ----------- | ---------- |
| S. Bentivoglio | 2        | 0       | 0           | 0          | 0            | 0            | 0            | 0            | 2        | 0      | 0           | 0          |
| A. Bovo        | 18       | 1       | 1           | 1          | 1            | 0            | 0            | 0            | 19       | 1      | 1           | 1          |
| D. Cacia       | 18       | 6       | 2           | 1          | 0            | 0            | 0            | 0            | 18       | 6      | 2           | 1          |
| A. Cano        | 0        | 0       | 0           | 0          | 0            | 0            | 0            | 0            | 0        | 0      | 0           | 0          |
| M. Cuffa       | 17       | 3       | 4           | 0          | 1            | 0            | 0            | 0            | 18       | 3      | 4           | 0          |
| A. Cutolo      | 22       | 6       | 3           | 0          | 2            | 2            | 0            | 0            | 24       | 8      | 3           | 0          |
| G. Donati      | 16       | 0       | 4           | 1          | 2            | 0            | 1            | 1            | 18       | 0      | 5           | 2          |
| O. Drame       | 14       | 1       | 5           | 0          | 2            | 0            | 0            | 0            | 16       | 1      | 5           | 0          |
| M. Franco      | 3        | 0       | 0           | 0          | 1            | 0            | 0            | 0            | 4        | 0      | 0           | 0          |
| L. Hallenius   | 8        | 2       | 0           | 0          | 2            | 0            | 0            | 0            | 10       | 2      | 0           | 0          |
| V. Italiano    | 14       | 2       | 2           | 0          | 2            | 1            | 0            | 0            | 16       | 3      | 2           | 0          |
| E. Jelenič     | 1        | 0       | 0           | 0          | 0            | 0            | 0            | 0            | 1        | 0      | 0           | 0          |
| W. Jidayi      | 10       | 0       | 3           | 0          | 0            | 0            | 0            | 0            | 10       | 0      | 3           | 0          |
| D. Lazarević   | 20       | 1       | 2           | 0          | 2            | 1            | 0            | 0            | 22       | 2      | 2           | 0          |
| E. Legati      | 22       | 1       | 6           | 1          | 1            | 1            | 0            | 0            | 23       | 2      | 6           | 1          |
| M. Marcolini   | 20       | 1       | 3           | 0          | 1            | 0            | 0            | 0            | 21       | 1      | 3           | 0          |
| O. Milanetto   | 12       | 3       | 2           | 0          | 1            | 0            | 0            | 0            | 13       | 3      | 2           | 0          |
| W. Osuji       | 13       | 1       | 1           | 0          | 1            | 0            | 1            | 0            | 14       | 1      | 2           | 0          |
| I. Pelizzoli   | 13       | -14     | 0           | 0          | 2            | -3           | 0            | 0            | 15       | -17    | 0           | 0          |
| M. Perin       | 12       | -14     | 0           | 0          | 0            | 0            | 0            | 0            | 12       | -14    | 0           | 0          |
| J. Portin      | 4        | 1       | 2           | 0          | 1            | 0            | 0            | 0            | 5        | 1      | 2           | 0          |
| I. Radrezza    | 1        | 0       | 0           | 0          | 0            | 0            | 0            | 0            | 1        | 0      | 0           | 0          |
| F. Renzetti    | 25       | 0       | 3           | 0          | 1            | 0            | 0            | 0            | 26       | 0      | 3           | 0          |
| F. Ruopolo     | 23       | 5       | 3           | 0          | 2            | 0            | 0            | 0            | 25       | 5      | 3           | 0          |
| R. Schiavi     | 23       | 1       | 7           | 0          | 1            | 0            | 0            | 0            | 24       | 1      | 7           | 0          |
| D. Succi       | 1        | 0       | 0           | 0          | 0            | 0            | 0            | 0            | 1        | 0      | 0           | 0          |
| T. Trevisan    | 13       | 3       | 4           | 0          | 1            | 0            | 1            | 0            | 14       | 3      | 5           | 0          |

## Giovanili

### Organigramma societario
Area Organizzativa
- Responsabile settore giovanile: Giorgio Molon
- Responsabile Organizzativo - Segretario: Fabio Pagliani
- Responsabile Attività di Base: Alberto Piva
- Referente Progetto Scuola: Francesco Beltramelli
- Referente Clinic Calcio Padova: Riccardo Bovo
- Magazziniere: Andrea Pravato, Luciano De Franceschi

Area tecnica
- Allenatore squadra Primavera: Paolo Favaretto
- Allenatore squadra Allievi Nazionali 1994: Gualtiero Grandini
- Allenatore squadra Allievi Regionali 1995: Emanuele Pellizzaro
- Allenatore squadra Giovanissimi Nazionali 1996: Lorenzo Simeoni
- Allenatore squadra Giovanissimi Regionali 1997: Massimiliano Lucchini
- Allenatore squadra Esordienti Regionali 1998: Riccardo Calore
- Allenatore squadra Esordienti Provinciali 1999: Cosimo Chiefa
- Allenatore squadra Esordienti Provinciali 2000: Mattia Boldrin
- Allenatore squadra Pulcini 2001: Massimiliano Saccon
- Allenatore squadra Pulcini 2002: Francesco Beltramelli
- Preparatore Atletico: Maurizio Ballò, Riccardo Carola, Igor Petrassi, Riccardo Bovo
- Preparatore dei portieri: Massimo Mattiazzo, Adriano Zancopè, Federico Bee

Area Medica
- Responsabile Area Medica: Stefano Paiaro
- Medico: Daniele Numitore, Stefano Viale
- Fisioterapisti: Renato Norbiato, Antonio Maggiolini, Gabriele Tenace, Luciano Zorzan, Nicola Calderazzo

Dirigenti Accompagnatori
- Dirig. Accompagnatore Primavera: Francesco Stecca, Gianfranco Zennari
- Dirig. Accompagnatore Allievi Nazionali: Giuseppe Leli, Lucio Piva
- Dirig. Accompagnatore Allievi Regionali: Paolo Giarola, Massimo Macigni
- Dirig. Accompagnatori Giov.Nazionali: Gianni Fulici, Marco Lorenzi
- Dirig. Accompagnatori Giov. Regionali: Sergio Zanato, Luigi Tomasin
- Dirig. Accompagnatori Giov. Professionisti: Giorgio Zuin, Vittorio Pinton
- Dirig. Accompagnatori Esord. Provinciali 1999: Pietro De Bari, Roberto Micheletto
- Dirig. Accompagnatore Esord.Provinciali 2000: Franco Lazzarini
- Dirig. Accompagnatore Pulcini 2001: Franco Zorzi

Osservatori
- Osservatori: Paolo Alberti, Giancarlo Barizza, Ottorino Cavinato, Filippo Favaro, Gianfranco Folin, Rossella Maruzzo, Franco Matrigiani, Vittorio Scantamburlo, Marco Scopelli, Egidio Sinico, Paolo Stramazzo

Autisti
- Autisti: Carlo Borgato, Carlo Caicchiolo, Livio Caldieron, Adino De Grandis, Claudio Ferran, Gianni Fulici, Daniele Magon, Giuseppe Nardo, Gerardo Nardo, Francesco Nicoletto, Corrado Speranza

### Piazzamenti
- Primavera:
  - Campionato:
  - Coppa Italia:
  - Torneo di Viareggio:
- Allievi nazionali 1994:
  - Campionato:
- Allievi regionali 1995:
  - Campionato:
- Giovanissimi nazionali 1996:
  - Campionato:
- Giovanissimi regionali 1997:
  - Campionato:
- Giovanissimi Professionisti 1998:
  - Campionato:
- Esordienti 1999:
  - Campionato:
- Esordienti 2000:
  - Campionato:
- Pulcini 2001:
  - Campionato:
- Pulcini 2002:
  - Campionato: